# Marc Pedersen
Marc Pedersen, né le 31 juillet 1989, est un footballeur danois. Il évolue à SønderjyskE au poste d'arrière droit.

## Biographie
Il participe aux tours préliminaires de la Ligue Europa avec le club danois de SønderjyskE. Il inscrit un but le 4 août 2016 contre l'équipe polonaise du Zagłębie Lubin lors du troisième tour.